# Amblytropidia elongata
Amblytropidia elongata är en insektsart som beskrevs av Bruner, L. 1904. Amblytropidia elongata ingår i släktet Amblytropidia och familjen gräshoppor. Inga underarter finns listade i Catalogue of Life.